# Wee Lady Betty
Wee Lady Betty er en amerikansk stumfilm fra 1917 af Charles Miller.

## Medvirkende
- Bessie Love som Wee Lady Betty
- Frank Borzage som Roger O'Reilly
- Charles K. French som Fergus McClusky
- Walter Perkins som Shamus McTeague
- L. Jeffries som Lanty O'Dea